# Rolls-Royce Motor Cars

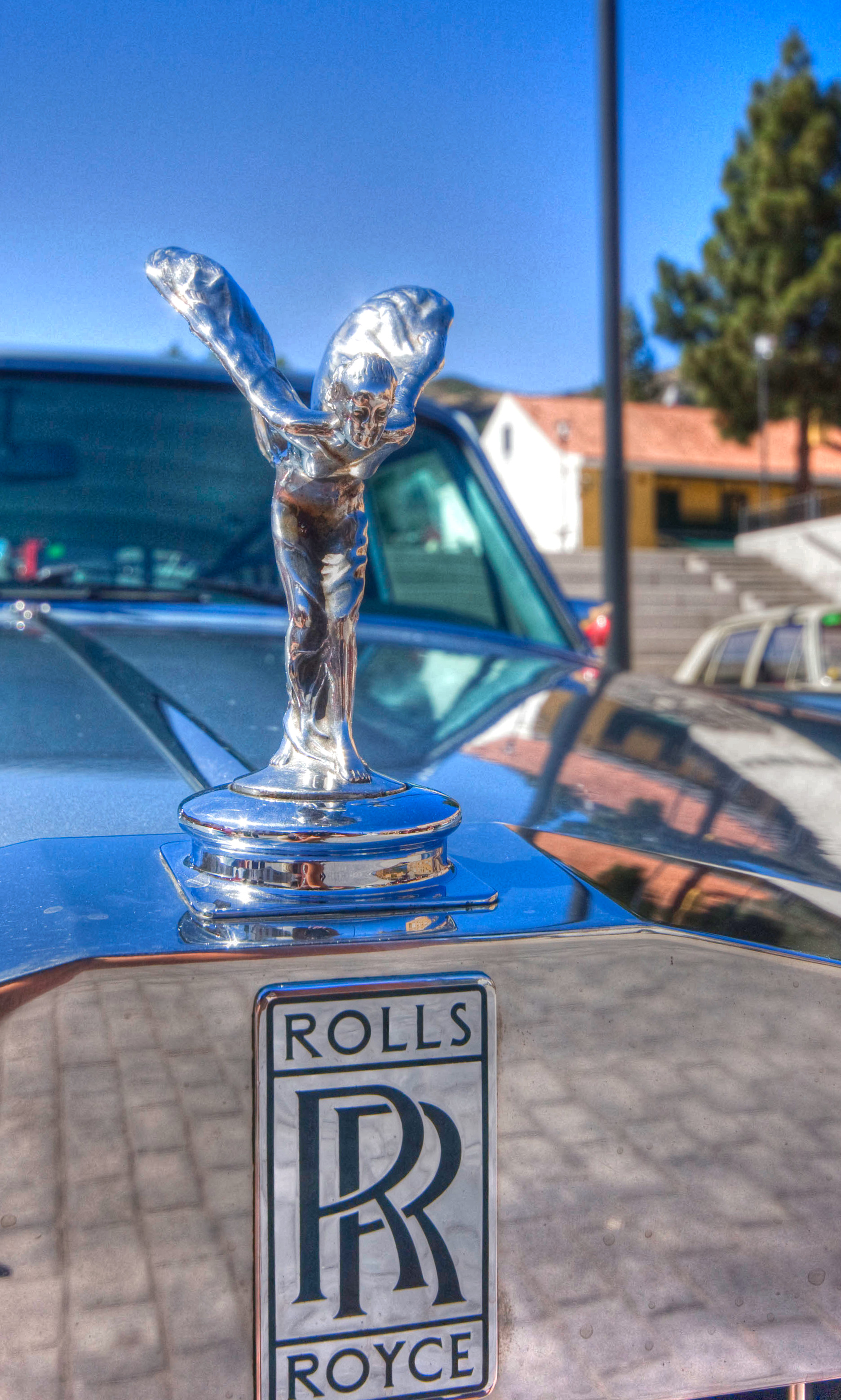
Logo Spirit of Ecstasy

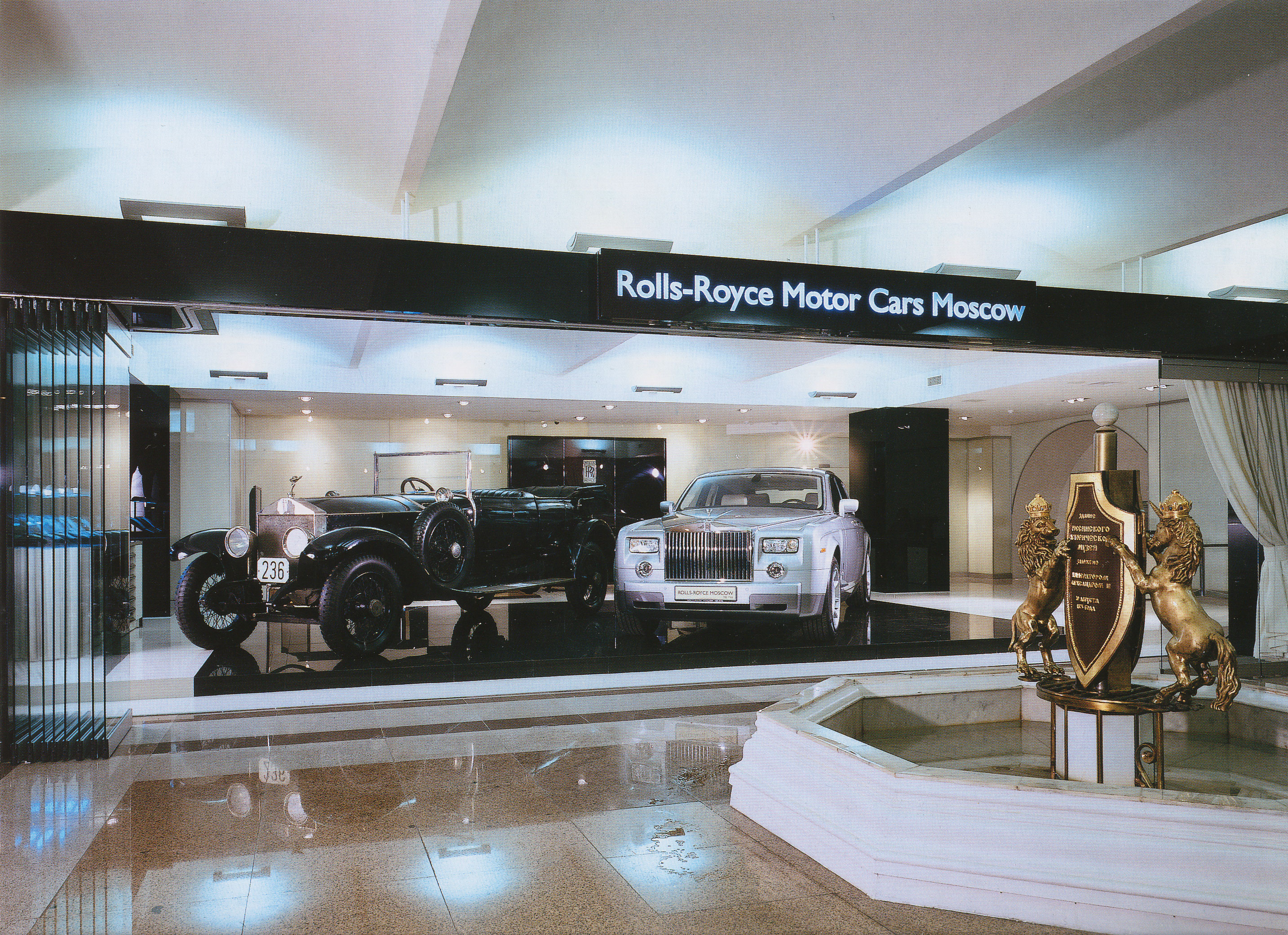
Punkt dealerski w Moskwie

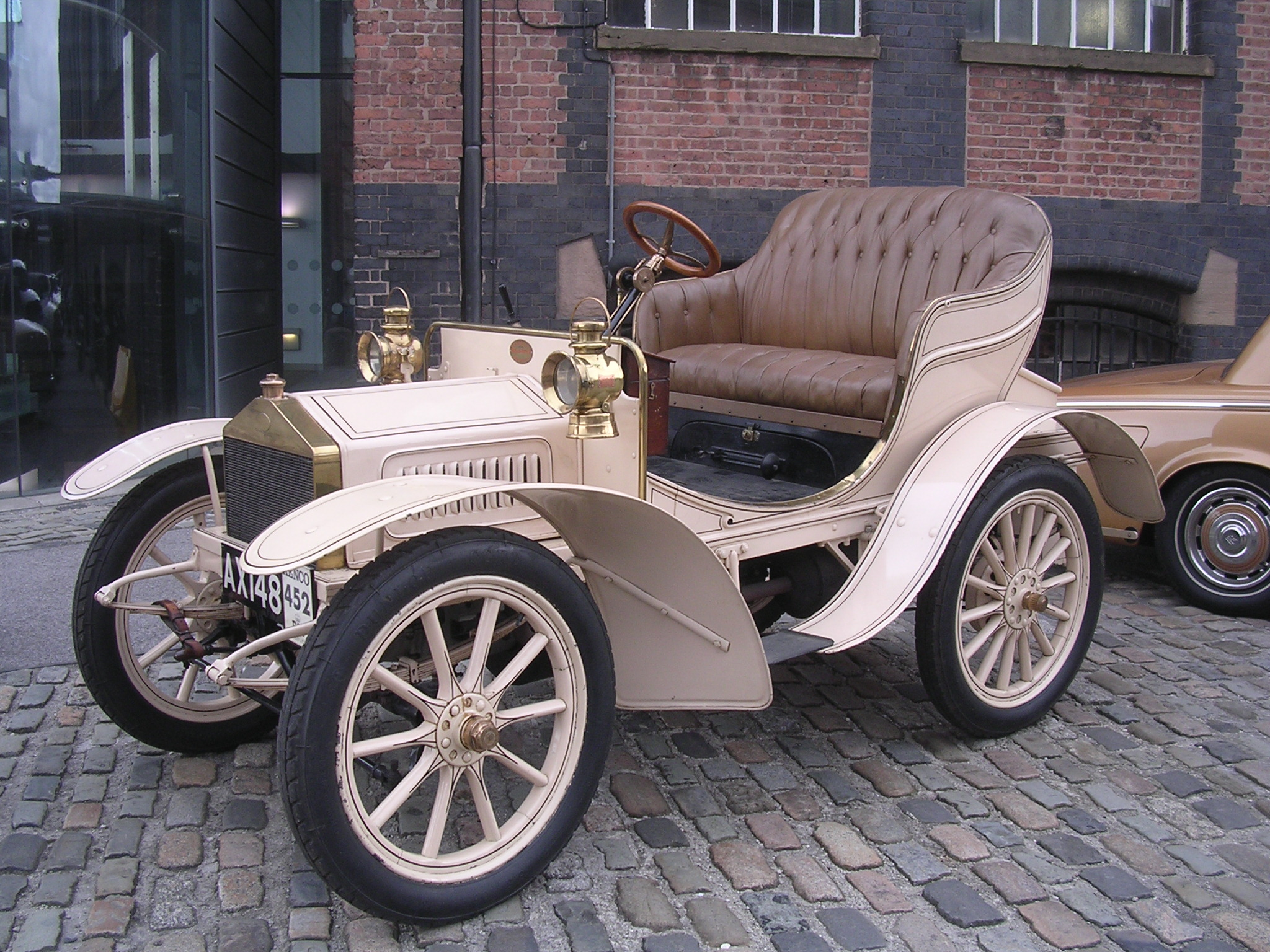
Rolls-Royce 10 HP

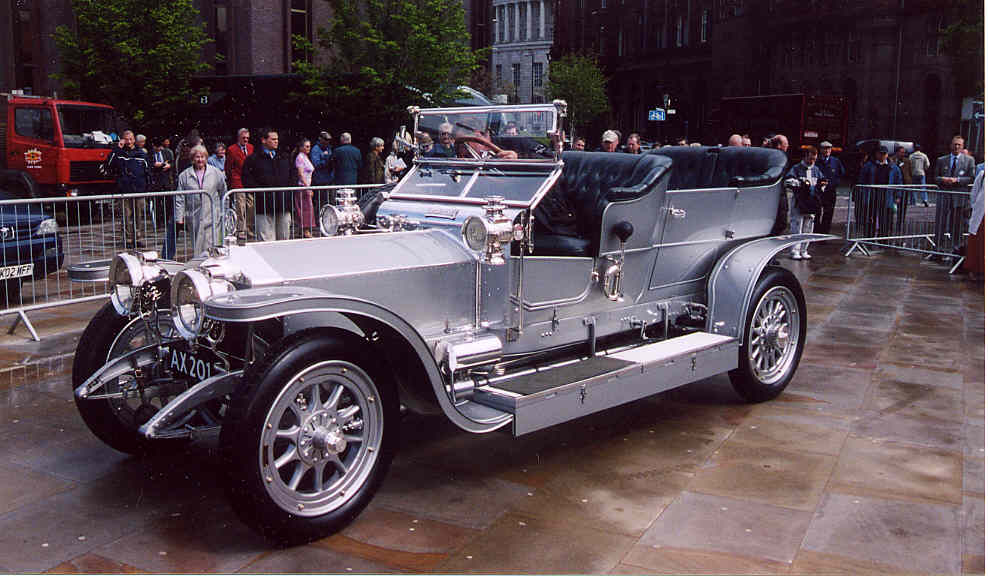
Rolls-Royce Silver Ghost

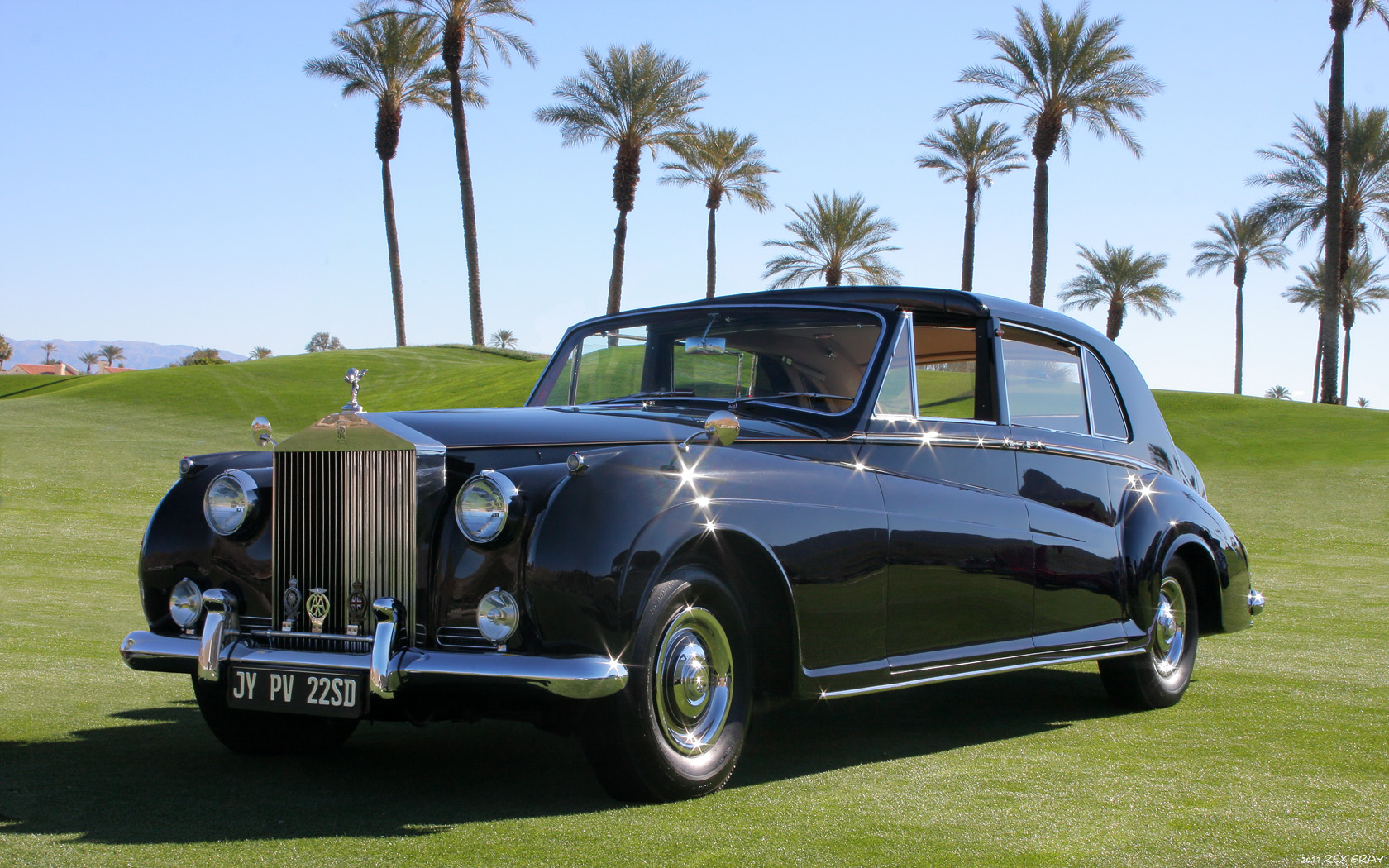
Rolls-Royce Phantom (1959)

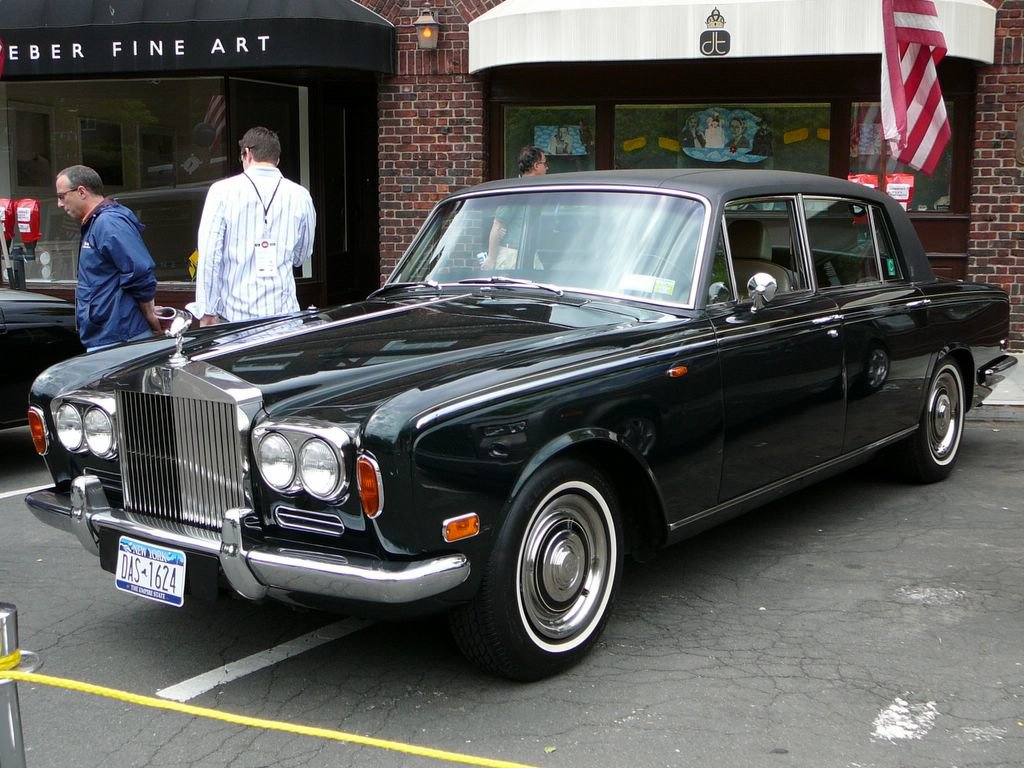
Rolls-Royce Silver Shadow

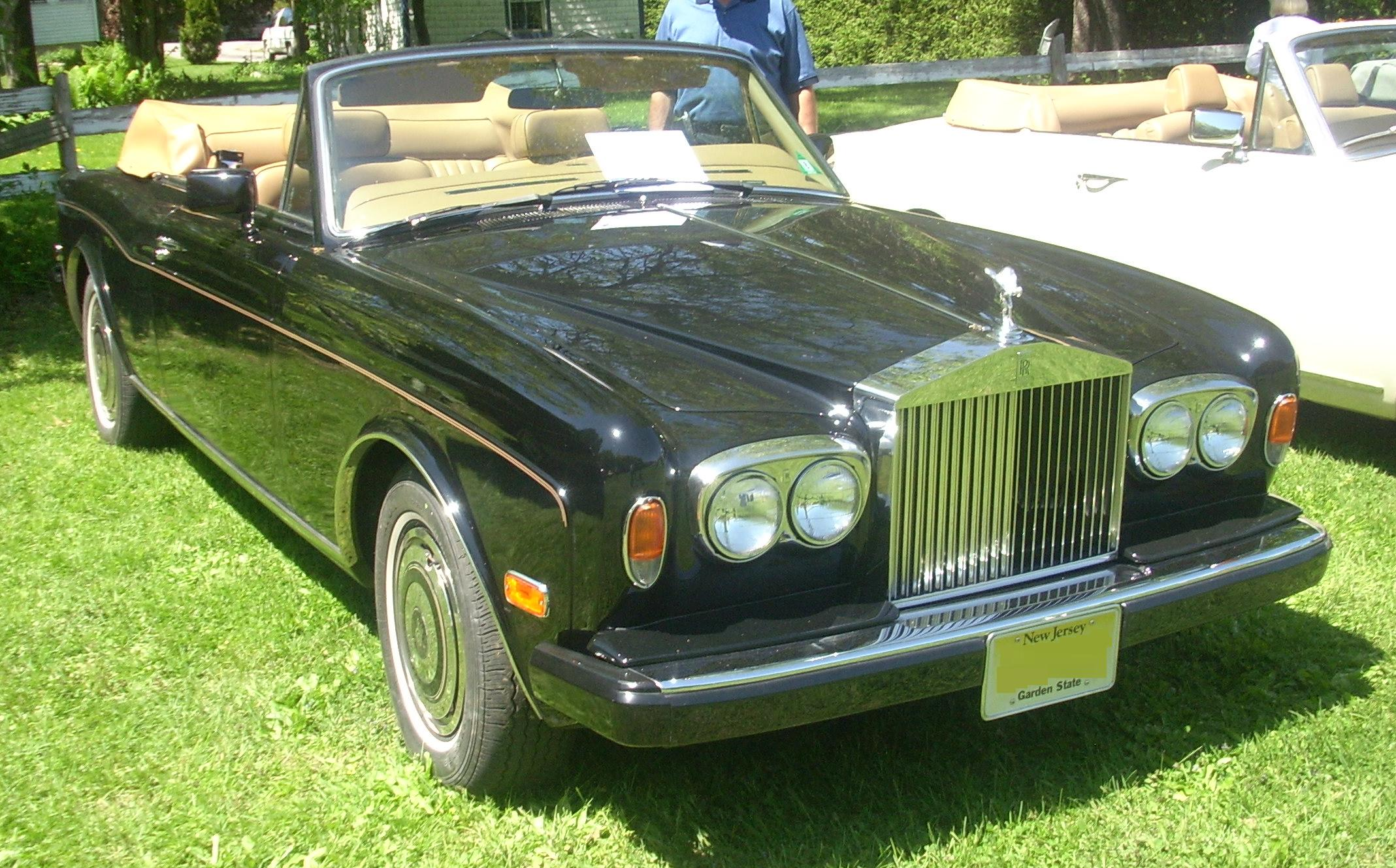
Rolls-Royce Corniche

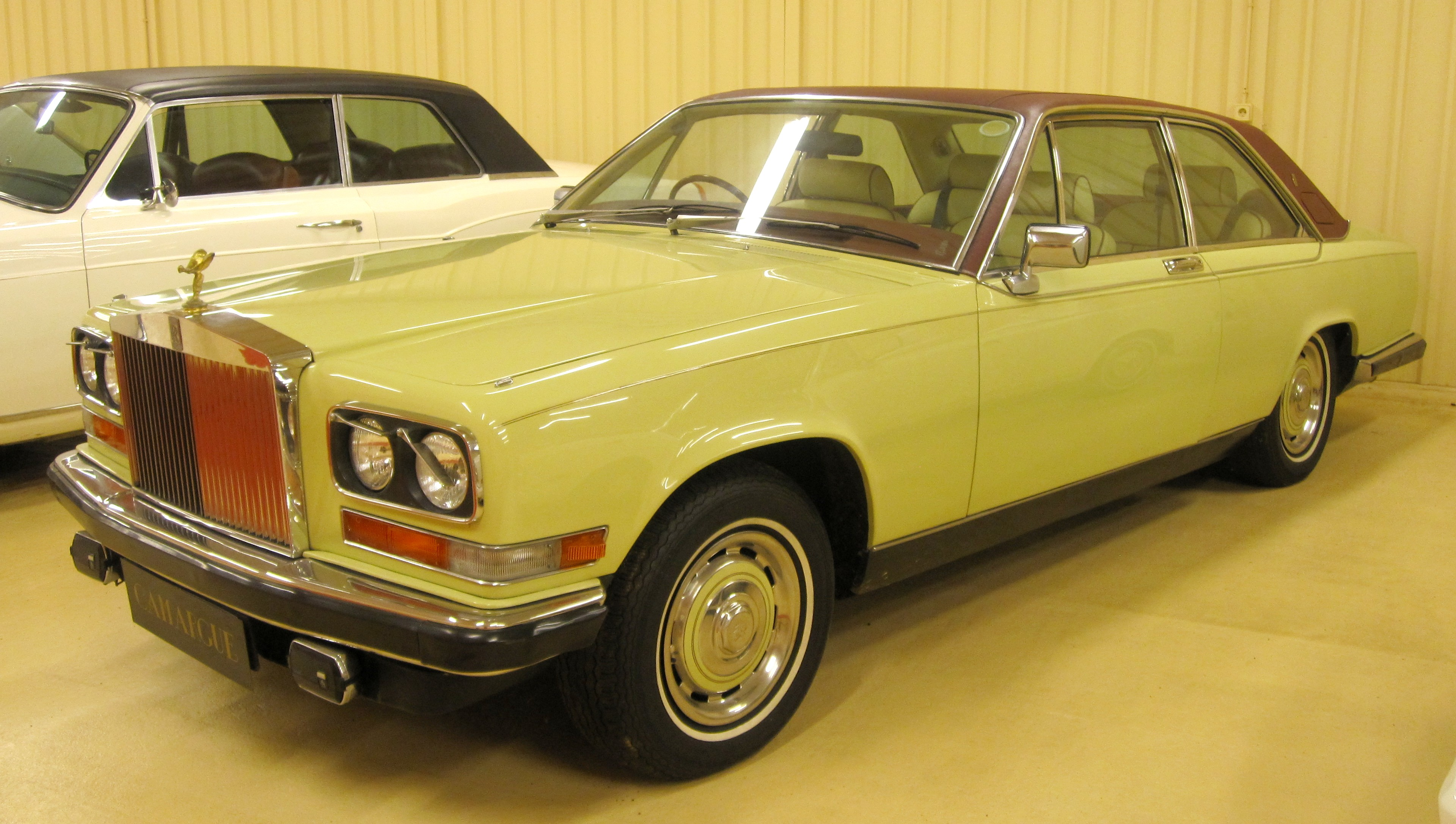
Rolls-Royce Camargue

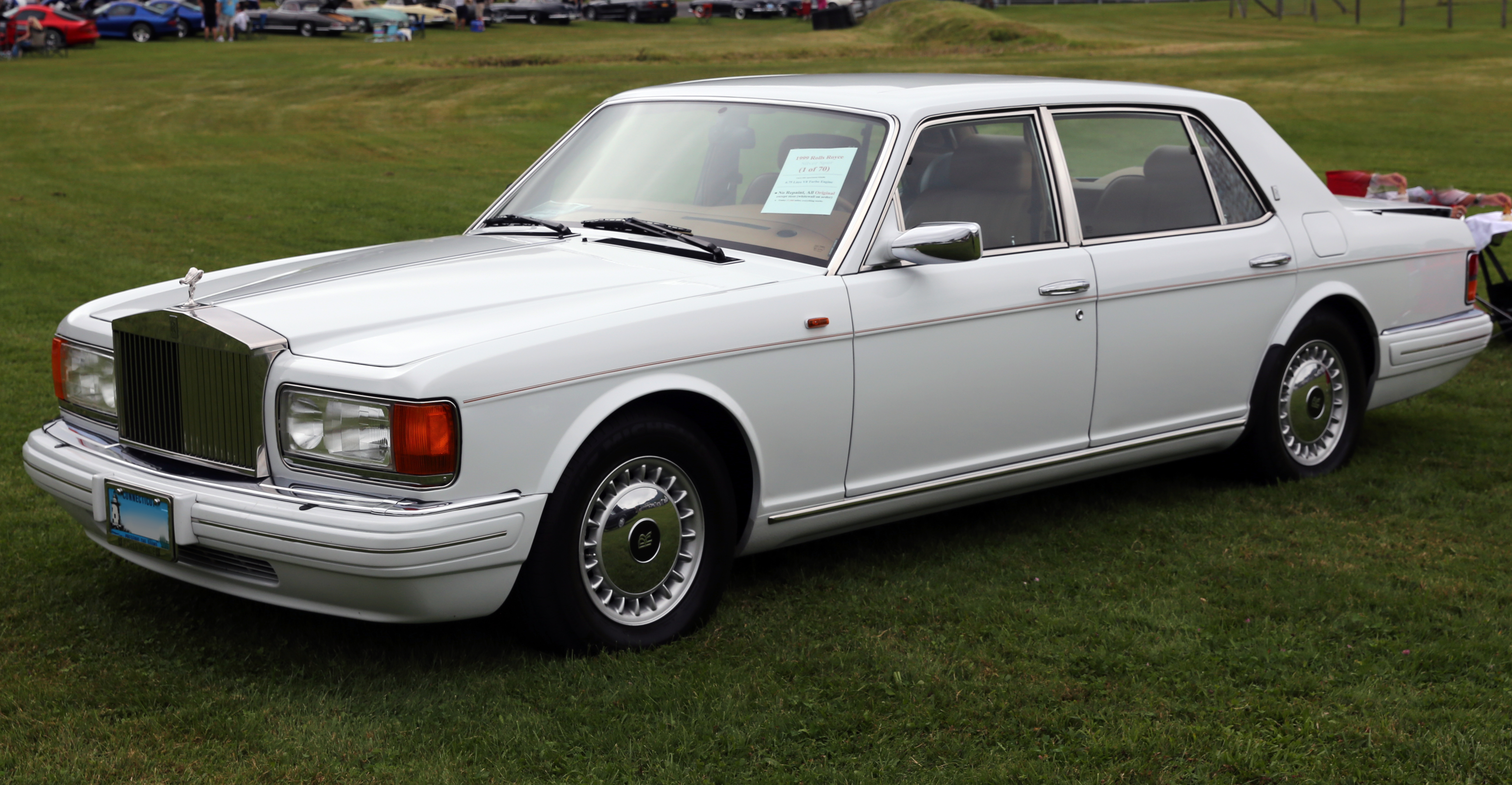
Rolls-Royce Silver Spur

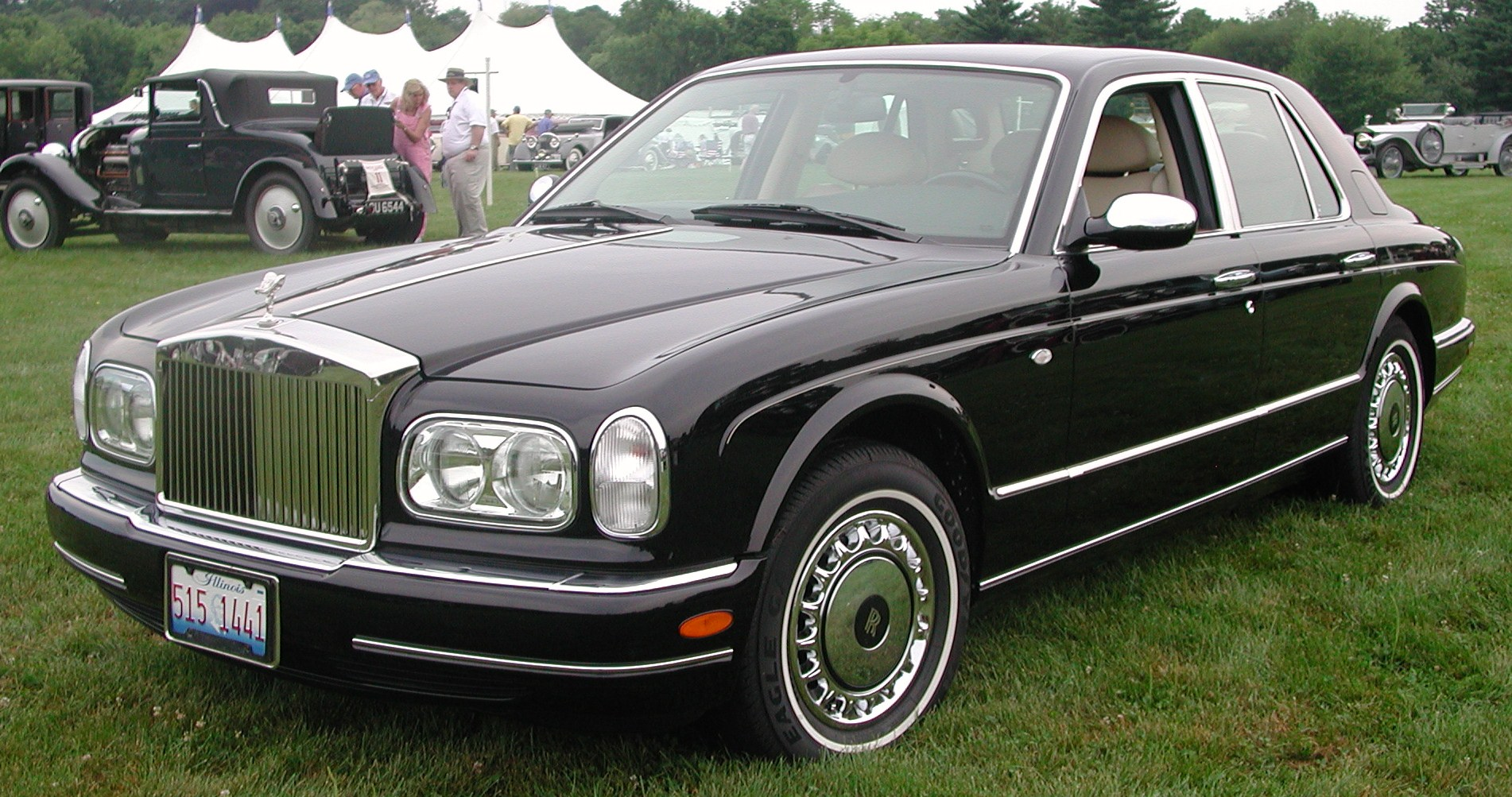
Rolls-Royce Silver Seraph

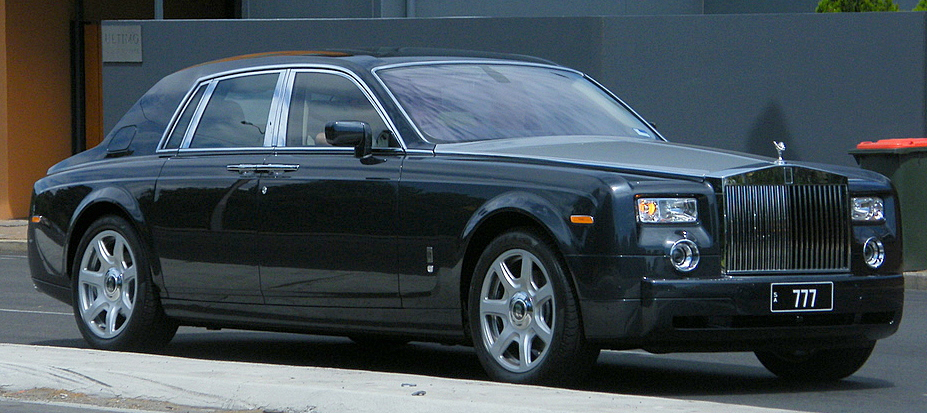
Rolls-Royce Phantom (2003)

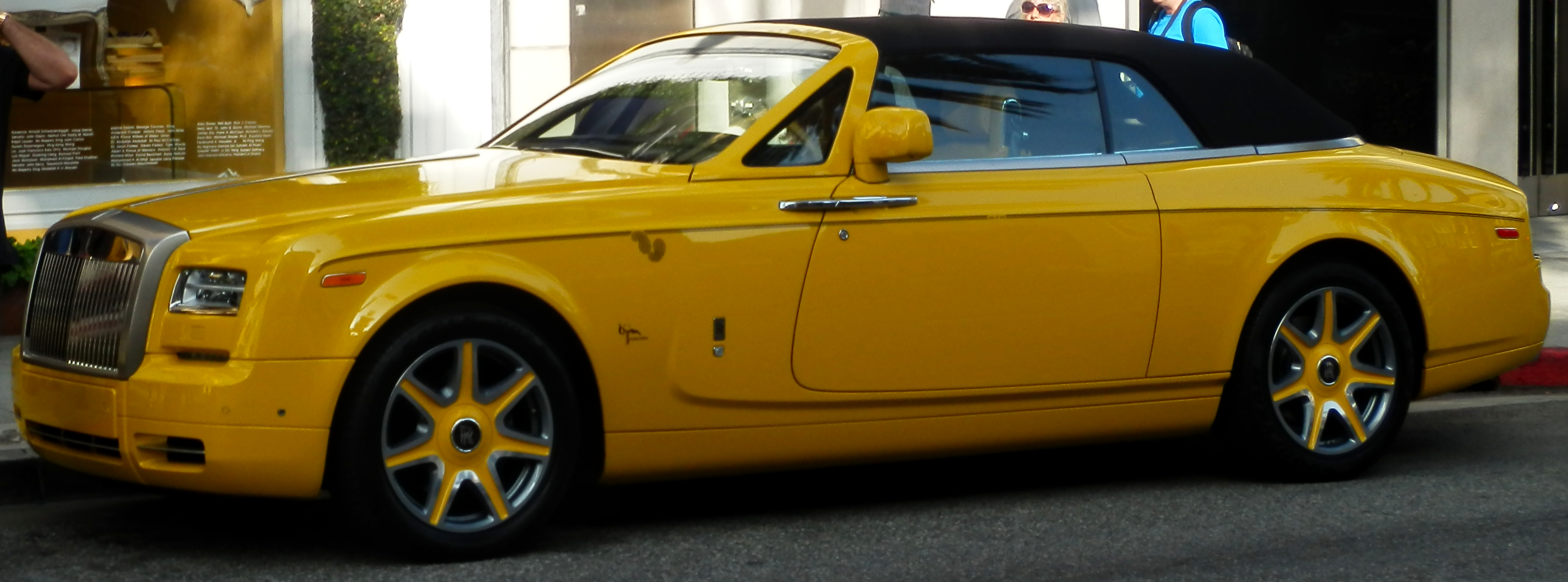
Rolls-Royce Phantom Drophead Coupé (2003)

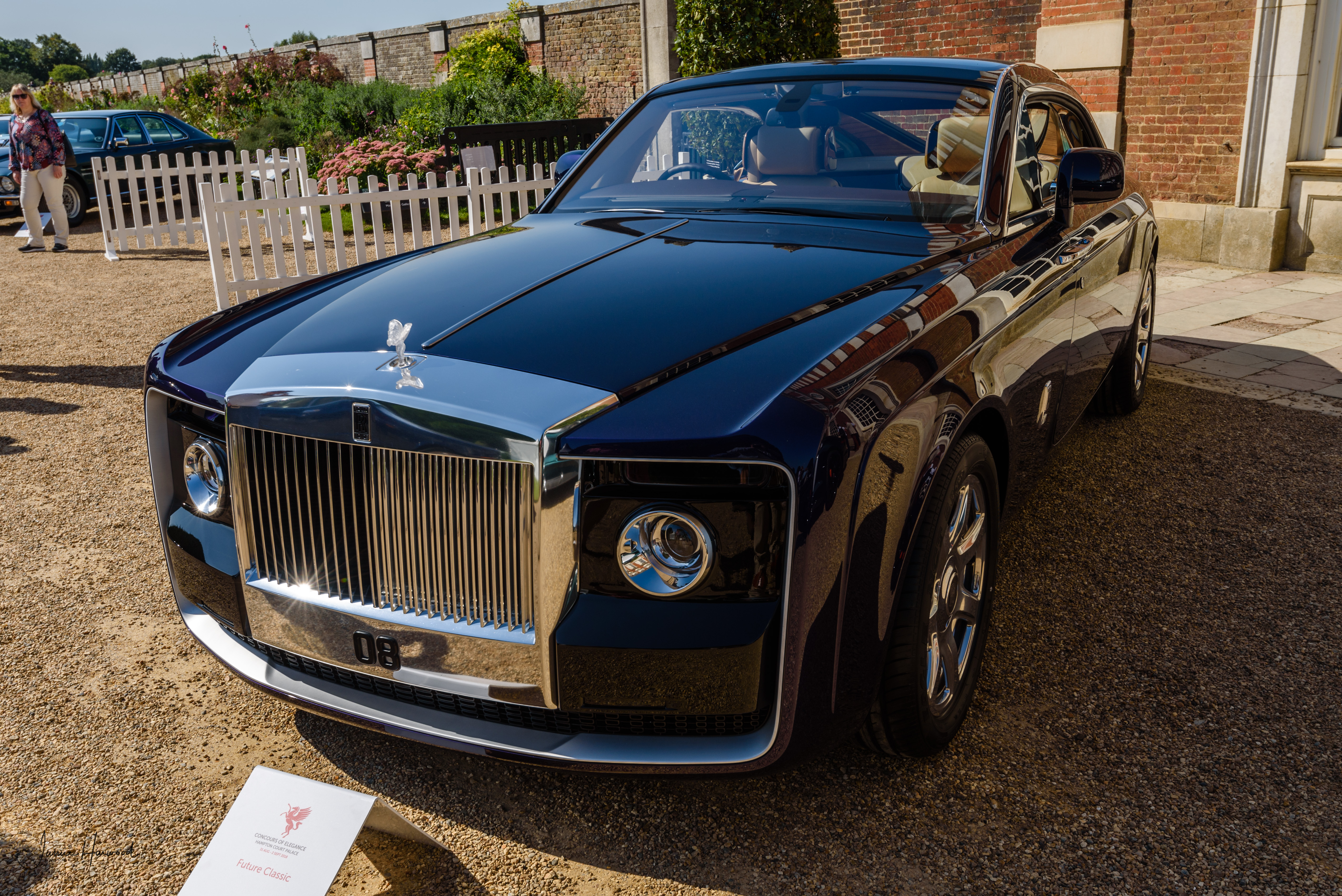
Rolls-Royce Sweptail

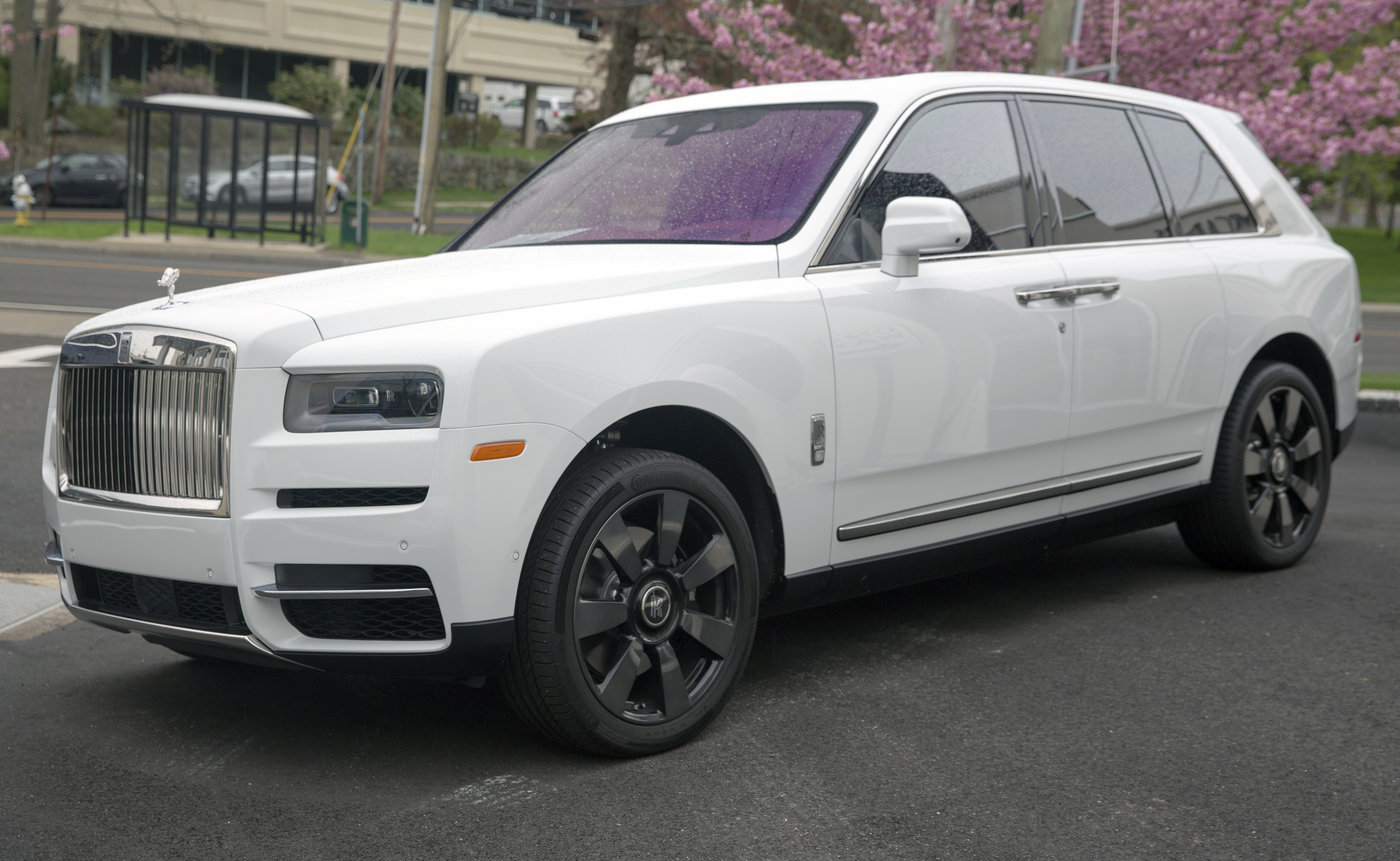
Rolls-Royce Cullinan

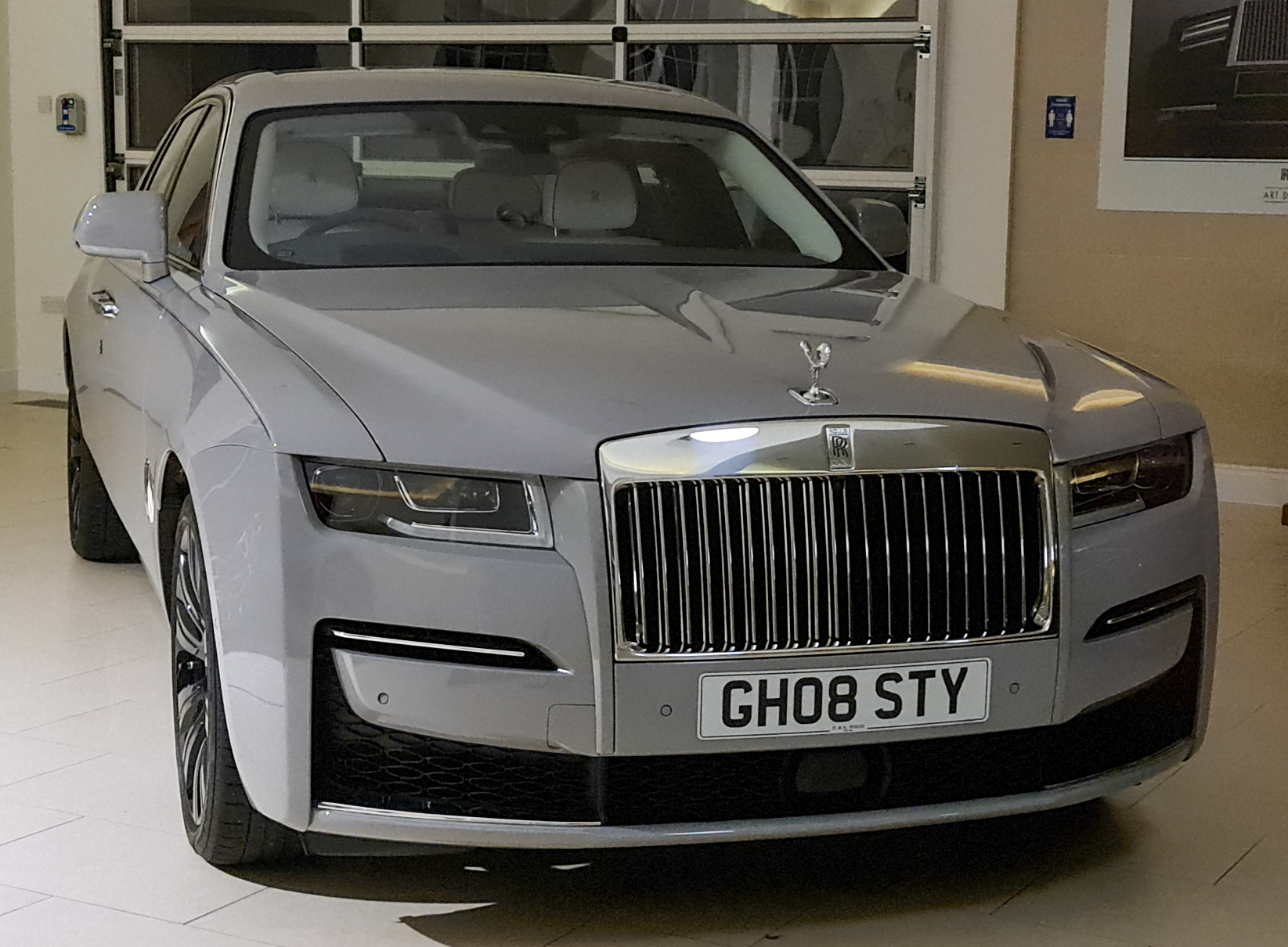
Rolls-Royce Ghost (2020)

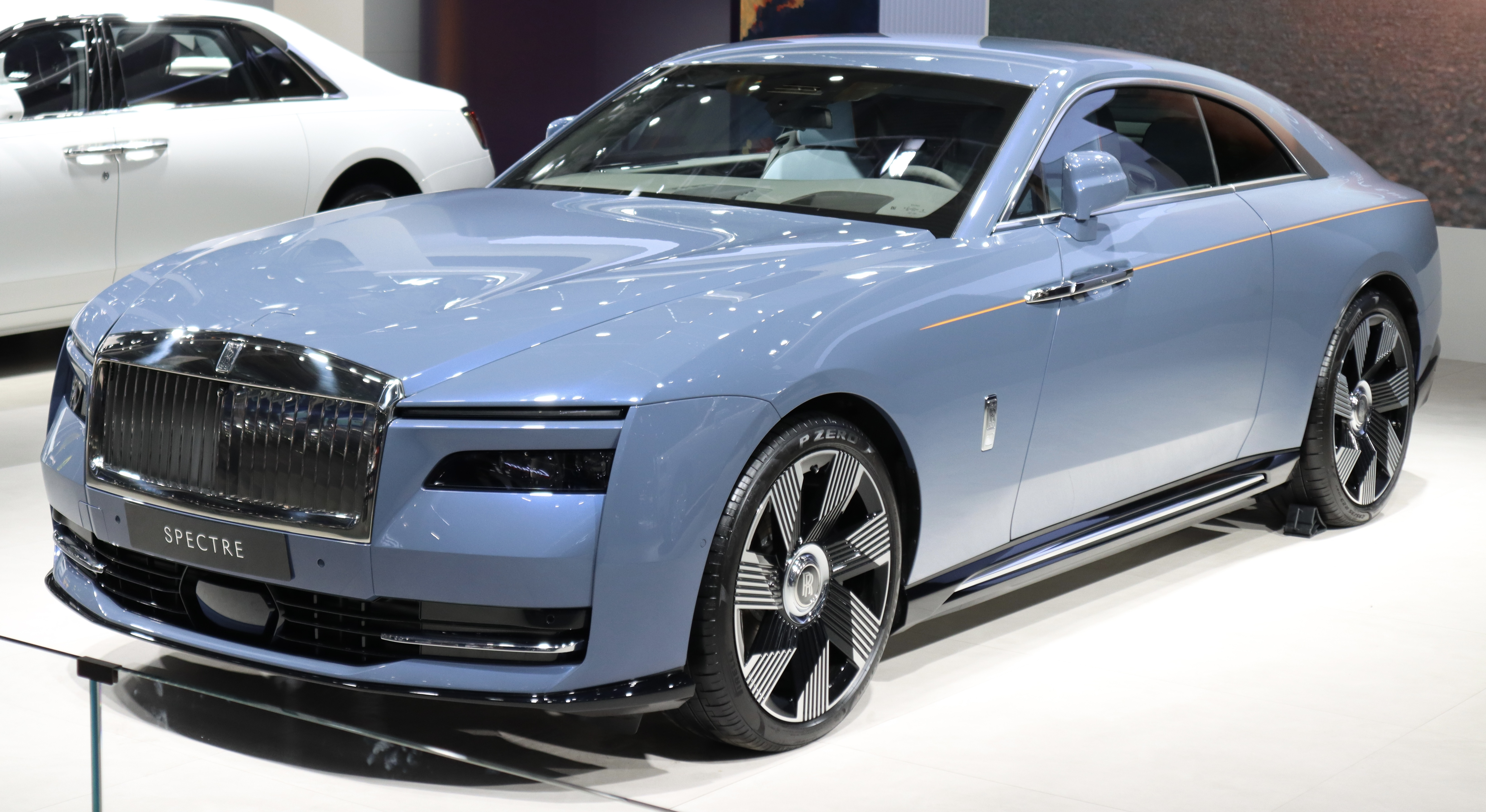
Rolls-Royce Spectre (2023)

Rolls-Royce Motor Cars Ltd. – brytyjski producent ultraluksusowych samochodów osobowych i SUV-ów z siedzibą w Goodwood, działający od 1906 roku. Należy do niemieckiego koncernu BMW.

## Historia

### Rolls-Royce Limited (do 1971)
Pasjonujący się w wynalazkach i technice Henry Royce rozpoczął swój kontakt z branżą motoryzacyjną w 1884 roku zakładając przedsiębiorstwo o charakterze elektrotechnicznym. Charles Stewart Rolls pod koniec XIX wieku specjalizował się z kolei w analityce rynku motoryzacyjnego, a także zajmował się sprzedażą luksusowych samochodów w Londynie, a także zdobył sławę na Wyspach Brytyjskich jako jeden z pionierów awiacji przelatujący w dwie strony nad kanałem La Manche.
Przedsiębiorcy spotkali się ze sobą po raz pierwszy podczas lunchu w maju 1904 roku, podczas którego zdecydowali się nawiązać ze sobą biznesową współpracę. Ta doprowadziła ostatecznie do powstania przedsiębiorstwa Rolls-Royce Limited w 1906 roku z siedzibą w Manchesterze. W 1908 siedzibę przedsiębiorstwa przeniesiono do Derby, a w 1946 do Crewe.
Pierwszym samochodem marki Rolls-Royce był model Rolls-Royce 10 HP przedstawiony jeszcze w roku utworzenia przedsiębiorstwa, 1904 roku. Już trzy lata później pierwszy model o nazwie własnej przyniósł Rolls-Royce’owi sukces, gdy Silver Ghost uzyskał tytuł The Best Car in the World po tym, jak bez wyłączania silnika przejechał 27 razy trasę Londyn-Glasgow, o łącznej długości 23 128 km.
W 1911 roku Rolls-Royce rozpoczął stosowanie swojego logo, które w kolejnych dekadach XX wieku stało się dobrze rozpoznawalnym symbolem firmy. Umieszczona na wierzchołku atrapy chłodnicy chromowana figura o przydomku Spirit of Ecstasy oddawała sylwetkę pochylonej kobiety z rozwianym od pędu powietrza ubraniem, którą była angielska modelka Eleanor Thornton.
W 1921 produkcję samochodów Rolls-Royce podjęto w nowej, amerykańskiej fabryce w Springfield, w stanie Massachusetts. Plany biznesowe wobec pierwszego poza Wielką Brytanią rynku zbytu nie były możliwe do realizacji w długoterminowej perspektywie z powodu wielkiego kryzysu, przez co amerykańska filia została zamknięta w 1931 roku. W tym samym roku dokonano przejęcia rodzimego Bentleya, z którym Rolls-Royce prowadził ścisłą wymianę technologiczną przez kolejne 60 lat, do końca XX wieku.
W latach 40. XX wieku ofertę firmy wzbogacił model Silver Wraith, który zdobył popularność wśród nabywców i przysporzył Rolls-Royce’owi rozpoznawalności. Był to zarazem ostatni pojazd firmy, który opuszczał zakłady produkcyjne pod postacią podwozia z silnikiem, zlecając zarazem wykonanie karoserii zewnętrznym podwykonawcom – przedstawiony w 1949 roku kolejny model, Silver Dawn był w całości wytwarzany przez Rolls-Royce’a.
Na lata 50. przypadł początek współpracy Rolls-Royce’a z brytyjską rodziną królewską, a także innymi głowami państw, dla których specjalnie zbudowana została czwarta generacja sztandarowej limuzyny Phantom. Wśród nabywców znalazła się brytyjska królowa Elżbieta II, hiszpański generał Francisco Franco, ostatni szachinszach Iranu Mohammad Reza Pahlawi i emir Kuwejtu, Abd Allah III as-Salim as-Sabah. Lata 60. przyniosły wzrost popularności samochodów Rolls-Royce wśród gwiazd showbiznesu i muzyki, wśród których znalazł się wykonany na specjalne zamówienie egzemplarz Johna Lennona. Ponadto, w 1964 do kin trafił też popularny film, Żółty Rolls-Royce.
W 1914 roku Rolls-Royce rozszerzył działalność o produkcję silników lotniczych, a w późniejszych latach także okrętowych i przemysłowych. Produkcja silników lotniczych stała się podstawowym obszarem działalności przedsiębiorstwa począwszy od II wojny światowej (1939–1945). Wśród produktów Rolls-Royce’a znajdował się silnik tłokowy Merlin wykorzystany do napędu samolotów myśliwskich Supermarine Spitfire i Hawker Hurricane. Przedsiębiorstwo należało do pionierów w zakresie konstrukcji silników odrzutowych (m.in. Welland) i turbośmigłowych (m.in. Dart). W 1969 roku sprzedaż silników lotniczych generowała ponad 80% przychodów przedsiębiorstwa.

### Nacjonalizacja, reprywatyzacja i Vickers (1971–1998)
W 1971 roku przedłużające się prace badawczo-rozwojowe nad silnikiem odrzutowym RB211 i związane z tym rosnące koszty doprowadziły spółkę Rolls-Royce Limited do bankructwa. Przedsiębiorstwo zostało znacjonalizowane i poddane restrukturyzacji. Działy produkcji samochodów i lotniczy przekształcone zostały w dwa odrębne przedsiębiorstwa. W 1973 roku dział produkcji samochodów został sprywatyzowany poprzez wprowadzenie na giełdę jako Rolls-Royce Motors Limited. Dział lotniczy pozostawał własnością państwa do 1987 roku, kiedy i on uległ prywatyzacji (Rolls-Royce plc). Na lata 70. przypadła premiera pierwszych od lat 60. dwóch nowych modeli samochodów Rolls-Royce’a – Corniche oraz Camargue.
W 1980 roku spółka Rolls-Royce Motors Limited została wykupiona przez przedsiębiorstwo zbrojeniowe Vickers. Przełom lat 80. i 90. przyniósł stagnację w rozwoju regularnej oferty modelowej, co przełamały zlecenia sułtana Brunei Hassanala Bolkiah w połowie lat 90. Monarcha intensywnie rozbudowywał wówczas swoją kilkutysięczną kolekcję samochodów, w której ważną rolę odegrały unikatowe konstrukcje sojuszu Bentleya i Rolls-Royce’a opracowane na specjalne zamówienie. W 1995 roku zbudowano trzy różne limuzyny: Phantom Royale, Phantom Majestic i Silver Cloud Limousine, by w 1997 roku dostarczyć jeszcze jeden model wykonany na wyłączne zamówienie sułtana – model Statesman. Przypływ funduszy po zleceniach sułtana Brunei zabezpieczył finansowo brytyjską firmę w drugiej połowie lat 90. W ten sposób firma w 1998 roku przedstawiła pierwszy od lat, skonstruowany wspólnie z Bentleyem nowy model Silver Seraph.

### Zakup przez Volkswagena i przejęcie przez BMW (od 1998)
W 1998 roku Vickers zdecydował się wystawić należącą do niego spółkę Rolls-Royce Motor Cars Limited na sprzedaż, wśród zainteresowanych znajdując dwa niemieckie koncerny motoryzacyjne – BMW i Volkswagen, których oferty wyniosły odpowiednio 560 i 710 mln dolarów. Po negocjacjach zakończonych w lipcu tegoż roku właścicielem Rolls-Royce’a został Volkswagen. Ostateczna kwota zakupu, poddana rewizji po ogłoszeniu ostatnich wyników finansowych, wzrosła do 790 mln dolarów. O ile zakup obejmował wszystkie aktywa Rolls-Royce’a należące do Vickersa (w tym m.in. zakład produkcyjny i prawa do marki Bentley), nie było wśród nich znaku handlowego Rolls-Royce. Ten był własnością spółki Rolls-Royce plc, a należąca do Vickersa spółka Rolls-Royce Motor Cars Limited korzystała z niego na podstawie licencji. Rolls-Royce plc, które od wielu lat prowadziło współpracę z BMW w zakresie produkcji silników lotniczych, sprzedało BMW w tym samym roku prawa do korzystania z marki Rolls-Royce za kwotę 65 mln dolarów. BMW, które było dostawcą silników dla niektórych modeli Rolls-Royce’a, po przejęciu firmy przez Volkswagena zapowiedziało, że w ciągu roku wstrzyma ich dostawy. Niemożność korzystania z marki Rolls-Royce zmusiła zarząd Volkswagena do negocjacji z BMW w jej sprawie. Oba koncerny doszły do ugody, w ramach której Volkswagen uzyskał prawo korzystania z marki Rolls-Royce do końca 2002 roku, po czym wyłączność na nią miało uzyskać BMW. Marka Bentley oraz zakład produkcyjny w Crewe pozostawały własnością Volkswagena.
3 stycznia 2003 Rolls-Royce przedstawił swój pierwszy model samochodu, który od podstaw opracowany został dzięki kapitałowi i wsparciu technologicznemu BMW. Po 12-letniej przerwie powróciła tym samym do sprzedaży flagowa, duża limuzyna Phantom, która trafiła do produkcji w nowo otwartym zakładzie produkcyjnym Rolls-Royce’a w Goodwood. Phantom przez kolejne 5 lat pozostał jedynym modelem Rolls-Royce’a, pozwalając firmie na stopniowe budowanie pozycji rynkowej w XXI wieku. Sprzedaż stopniowo rosła, w 2007 roku przekraczając roczną wielkość rzędu 1010 sztuk, a na czterokrotne polepszenie tego wyniku potrzebne było kolejne 7 lat, w 2014 roku osiągając roczną sprzedaż 4063 egzemplarzy.
W międzyczasie, pod koniec pierwszej dekady XXI wieku Rolls-Royce przeszedł do rozbudowy swojej oferty modelowej. W 2007 roku przedstawiono oparty na sztandarowym Phantomie kabriolet Phantom Drophead Coupé, a rok później – zamknięte Phantom Coupé. Na 2008 rok przypadła także premiera pierwszego Rolls-Royce’a zbudowanego w jednym egzemplarzu na specjalne, indywidualne zamówienie – opracowanego z Pininfariną modelu Hyperion.
W 2009 roku ofertę wzbogacił mniejsza i tańsza od Phantoma limuzyna Ghost, z kolei kolejno w 2013 i 2015 roku oparte na nim coupé Wraith oraz kabriolet Dawn.
Przełomowym momentem był maj 2018 roku, kiedy to Rolls-Royce zaprezentował swojego pierwszego SUV-a w postaci pełnowymiarowego modelu Cullinan. Trzy lata później przy okazji premiery kolejnego, zbudowanego na specjalne zamówienie, modelu Boat Tail ogłoszono z kolei budowę nowego oddziału Rolls-Royce Coachbuild, który w kolejnych latach będzie zajmować się opracowywaniem pojazdów wykonywanych na indywidualne zlecenia klientów.
29 września 2021 Rolls-Royce zapowiedział debiut swojego pierwszego w historii samochodu o napędzie elektrycznym, którego kluczowe cechy wyglądu przedstawiono podczas konferencji za pomocą głęboko zamaskowanego prototypu. Superluksusowy, dwudrzwiowy fastback o nazwie Spectre oficjalnie zadebiutował niespełna rok później, w październiku 2022, stanowiąc wstęp do pełnego zelektryfikowania gamy modelowej firmy w 2030 roku.
Rolls-Royce posiada oficjalną sieć dystrybucji w Polsce. W 2013 roku otwarto pierwszy oficjalny punkt dealerski Rolls-Royce Motor Cars Warszawa, którego operacjami zajęła się polska firma Auto Fus.

### Licytacje
- W Neapolu na Florydzie podczas festiwalu wina sprzedano pierwszy egzemplarz Rolls-Royce’a Drophead Coupé za 2 mln dolarów. Ponad 1,6 mln dolarów trafiło na konto fundacji, która zajmuje się edukacją i wychowaniem dzieci.
- Inny egzemplarz z pierwszego roku produkcji został sprzedany w grudniu 2007 po gorączkowej licytacji w domu aukcyjnym Bonhams w Wielkiej Brytanii za 3,5 mln funtów[29].

## Modele samochodów

### Obecnie produkowane

#### Samochody osobowe
- Ghost
- Phantom

#### Samochody elektryczne
- Spectre

#### SUV-y
- Cullinan

### Historyczne
- 10 HP(inne języki) (1904–1906)
- 15 HP(inne języki) (1905)
- 20 HP(inne języki) (1905–1906)
- 30 HP(inne języki) (1905–1906)
- V8 (1905–1906)
- Silver Ghost (1907–1925)
- Twenty (1922–1929)
- 20/25 (1929–1936)
- 25/30(inne języki) (1936–1938)
- Wraith (1938–1939)
- Silver Wraith (1947–1959)
- Silver Dawn (1949–1955)
- Silver Cloud (1955–1966)
- Silver Shadow (1965–1980)
- Camargue (1975–1986)
- Phantom (1925-1990)
- Phantom (1921–1991)
- Corniche (1971–1995)
- Silver Dawn (1992–1995)
- Phantom Majestic (1995)
- Phantom Royale (1995–1997)
- Silver Cloud Limousine (1995–1997)
- Statesman (1997)
- Silver Spirit (1980–1999)
- Silver Spur (1980–2000)
- Silver Seraph (1998–2002)
- Corniche (2000–2002)
- Hyperion (2008)
- Phantom Drophead Coupé (2007–2017)
- Phantom Coupé (2008–2017)
- Sweptail (2017)
- Boat Tail (2021)
- Wraith (2013–2022)
- Dawn (2015–2022)
- Droptail (2023)

## Modele koncepcyjne

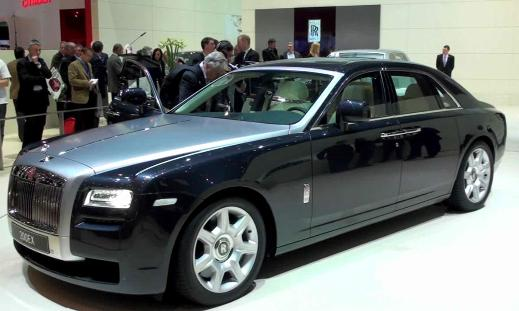
Rolls-Royce 200EX Concept

- Rolls-Royce 100EX (2006)
- Rolls-Royce 101EX (2006)
- Rolls-Royce 200EX (2009)
- Rolls-Royce 102EX (2010)
- Rolls-Royce 103EX (2016)